# Gustav Schwalbe
Gustav Albert Schwalbe (ur. 1 sierpnia 1844 w Quedlinburgu, zm. 23 kwietnia 1916 w Strasburgu) – niemiecki anatom i antropolog, profesor anatomii i antropologii na Uniwersytecie w Lipsku, Uniwersytecie w Jenie, Uniwersytecie w Królewcu  i Uniwersytecie w Strasburgu.

## Życiorys
Studiował medycynę w Berlinie, Zurychu i w Bonn. W 1866 roku otrzymał tytuł doktora medycyny. W 1870 został docentem prywatnym na Uniwersytecie w Halle, w 1871 docentem prywatnym i prosektorem na Uniwersytecie we Fryburgu, w 1872 profesorem na Uniwersytecie w Lipsku, rok później na Uniwersytecie w Jenie (1873), potem w Królewcu (1881) i ostatecznie w Strasburgu. 
Schwalbe zajmował się antropologią i uważał neandertalczyka za bezpośredniego przodka współczesnych ludzi. Prowadził też badania anatomiczne, upamiętniają go eponimy linii Schwalbego i jądra Schwalbego.

## Wybrane prace
- Ueber die Kaliberverhältnisse der Nervenfasern. Leipzig, 1882.
- Ueber getheilte Scheitelbeine. Stuttgart, 1903.
- Die Vorgeschichte des Menschen. Braunschweig, 1904.
- Lehrbuch der Neurologie. Die Lehre von dem Nervensystem. Erlangen, 1881.
- Lehrbuch der Anatomie der Sinnesorgane. Erlangen, 1887.